# Біхльбах
Біхльбах (нім. Bichlbach) —  громада округу Ройтте у землі Тіроль, Австрія.
Біхльбах лежить на висоті 1079 м над рівнем моря і займає площу 30,6 км². Громада налічує 795 мешканців.
Густота населення 26/км².
|                                   |
| Біхльбах на мапі округу та землі. |

 Адреса управління громади: Stuck 130, 6621 Bichlbach.